# 广川街道
广川街道，是中华人民共和国山東省德州市德城区下辖的一个乡镇级行政单位。

## 行政区划
广川街道下辖以下地区：
文化社区、大东关社区、东方家园社区、永庆社区、学府社区、岔河社区、锦秀川社区、长乐社区、祥和社区和小东关社区。